# Рустем Муедин
Рустем Осман Оглу Муедин (на кримскотатарски: Rustem Müyedin) е кримско-татарски журналист, драматург и писател на произведения в жанра драма.

## Биография и творчество
Муедин е роден на 6 юли 1919 г. в Симферопол, РСФСР,  в семейство със 7 деца. Баща му Осман Муедин е член на кримско-татарската националистична партия „Милли фирка“, заради което е преследван.
Учи в известното 13-о кримско-татарско училище, в което е съученик с бъдещия писател Дженгиз Дагджи. Първите си писателски опити прави още в училище в 5-и клас, когато негово есе е публикувано във вестник „Млади ленинци“.
От 1939 г. служи в Червената армия в района на Подмосковието, откъдето с избухването на Великата Отечествена война отива на фронта. Участва в отбраната на Москва, Кавказ и освобождението на Крим. През май 1944 г. неговата военна част е включена в депортирането на кримскотатарския народ, през което време също са прогонени и неговите роднини. След това той е демобилизиран и изпратен в Узбекистан.
В Узбекистан той се отзовава в Янгиюл, докато семейството му е в Гулистан. Той търси семейството си, но намира само баща си, когото прибира при себе си. Връщайки се в Янгиюл, е осъден на 4 месеца работа в захарната фабрика за „нарушаване на комендантския режим“, който му забранява да напуска мястото на заселване. В Узбекистан е под постоянно наблюдение от КГБ, тъй като брат му Мемет Севдияр (известен кримско-татарски журналист, поет и преводач) e обвинен в колаборационизъм с нацистите от съветското правителство и е емигрирал в САЩ.
Работи в Узбекистан като товарач, шофьор, фотограф и строител. Прави опит да получи висше образование във Факултета по журналистика на Ташкентския държавен университет, но е изгонен.
Заради репресиите над кримските татари няма възможност да публикува свои работи. Едва през 1972 г. е публикувана новелата му „Съдбата“, но идеологическата критика го посреща враждебно.
Когато най-накрая, след разпадането на СССР, се връща в родината си, успява да се реализира като писател. Поради тежкото положение на коренното население на Крим, макар и на възраст, е принуден да работи като журналист. В периода 1993 – 1996 г. е кореспондент на вестник „Кирим“, в който публикува статии по актуални теми. От 1993 г. е член на Съюза на писателите на Украйна.
Връщането в родината му дава нов творчески импулс и той пише неуморно – романа „Ana Qaygysy“ („Трудни съдби“), пиесата за депортирането „Söngen yildizlar“ („Изчезнали звезди“), поставена от Кримско-татарския академичен музикален и драматичен театър.
В началото на 90-те посещава брат си в САЩ. Там публикува книгите си „Трудни съдби“ и „Ana Qaygysy“ („Майка скръб“). Пише още 6 пиеси и няколко разказа. Съставя и публикува наръчника „В помощ на желаещите да изучават кримско-татарския литературен език“, който е раздаден на училищата. Допринася много за развитието на кримскотатарскта литература.
Рустем Муедин умира след тежко боледуване на 24 януари 2012 г. в Симферопол, Украйна.

## Произведения

### Романи
- Ana Qaygysy (1995)
- Qatmerly Qaderler (1999)
- Асанчыкъ ве Къашкъачыкъ (2004)
- Йылнаме (2007)
- Agyr Takidiler (2009)

### Пиеси
- Söngen yildizlar

### Документалистика
- На допомогу охочим вивчити кримськотатарську літературну мову